# Rachel’s
Rachel’s — американская группа из Луисвилла, Кентукки, завершившая существование после смерти её основателя Джейсона Ноубла. Коллектив специализировался на инструментальной музыке, близкой к минимализму.

## История
Группу, как сольный проект, создал гитарист math rock команды Rodan Джейсон Ноубл. Но уже на первых записях отметились скрипач Кристан Фредериксон и пианистка Рэйчел Граймс (название команды к ней не имеет никакого отношение, Ноубл придумал своей машине имя Рэйчел и в честь неё назвал свой проект). Этот состав можно считать основным, хотя в некоторых записях принимали участие до 12 инструменталистов. Музыка, которую играл коллектив, сильно отличалась от предыдущих работ Ноубла. Участники писали камерную музыку, близкую к минимализму. Большое влияние на них оказали творения Майкла Наймана.
Команда образовалась в 1991 году, но подготовкой к записи первого альбома её участники занялись тремя годами позже.
Команда практически завершила своё существование в августе 2012 года, когда от рака умер Джейсон Ноубл (у него была диагностирована синовиальная саркома). За 20 лет Rachel’s записали 5 альбомов, а также один сборник, который распространялся во время гастрольных выступлений 2002 года, и совместный диск с дуэтом Matmos. Музыка этого проекта Ноубла периодически звучала в различных документальных и художественных фильмах, например в фантастической киноленте «Хэнкок», фильме-призёре Венецианского кинофестиваля 1999 года «Порнографическая связь» и оскароносной киносатире «Великая красота» Паоло Соррентино.
История создания Rachel’s описана в книге Майкла Л. Джонса «15 портретов Луисвилла».

### Другие проекты Ноубла
Помимо игры в группе Rodan и в собственном проекте Rachel’s, Джейсон Ноубл активно участвовал в жизни коллектива Shipping News, который он основал совместно с Джеффом Мюллером. Также он работал над проектом The Young Scamels. А в 2011 году участвовал в записи сольного альбома Кристиана Фредериксона The Painted Bird и электронного проекта Per Mission «Skull Drones». В июне того же года он и Кристиан Фредериксон выступили в Центре искусств имени Барышникова в качестве соавторов танцевального перформанса режиссёра Павла Жустика. Billboard назвали Ноубла одним из самых больших приверженцев музыкальной сцены Луисвилла, которая в США считается одной из наиболее сплочённых.

## Дискография
- Handwriting (1995, Quarterstick Records)
- Music for Egon Schiele, диск был посвящён австрийскому художнику Эгону Шиле и был сочинён Рэйчел Граймс для театральной постановки о его жизни[1] (1996, Quarterstick)
- The Sea and the Bells (1996, Quarterstick)
- Selenography (1999, Quarterstick)
- Full On Night, совместный альбом с группой Matmos (2000, Quarterstick)
- Significant Others (2002, специальное издание, распространявшееся во время гастролей)
- Systems/Layers (2003, Quarterstick)
- Technology Is Killing Music EP (2005, Three Lobed Recordings)